# Josef Skrabal
Josef Skrabal (* 22. Dezember 1892 in Ottnang am Hausruck; † 12. Februar 1934 im Welserstollen bei Eberschwang) war der Anführer des Republikanischen Schutzbundes im Hausruck-Kohlerevier und war als solcher im Februar 1934 am Österreichischen Bürgerkrieg beteiligt. Er starb unter Tag bei einem Schusswechsel mit einer Patrouille des Bundesheers.

## Leben
Josef Skrabal wurde in Ottnang am Hausruck geboren und besuchte dort die Volksschule. Danach arbeitete er in der Landwirtschaft und im Bergbau, sowohl im Braunkohlerevier im Hausruck als auch zeitweise in Deutschland. 
Im Ersten Weltkrieg war er Soldat in der k.u.k. Armee und stieg bis Ende des Krieges zum Korporal auf.
Danach kehrte er in seine Heimatregion zurück und wurde wieder Bergarbeiter. Er wurde Mitglied in der Sozialdemokratischen Arbeiterpartei (SDAP) und begann sich politisch zu engagieren. Im Jahr 1930 war er der Anführer eines Bergarbeiterstreiks und wurde daraufhin entlassen und war von da an arbeitslos. Als im Zuge der Weltwirtschaftskrise im Jahr 1933 neue Massenentlassungen angekündigt wurden, kam es im Kohlerevier zu Protesten und Hungerstreiks der Bergarbeiter. Skrabal organisierte eine Demonstration die von Holzleithen bis zur Bergbaudirektion in Thomasroith führte, wo sich die Gendarmerie den Demonstranten mit aufgesteckten Bajonett entgegenstellte. Laut dem Zeitzeugen Josef Redlinger, dem Altbürgermeister von Ottnang, versuchte Skrabal dabei einem Gendarmen mit den Worten „Stich her“ die Waffen zu entreißen, was ihm aber nicht gelang. Dennoch endeten diese Proteste vom Mai 1933 noch ohne Blutvergießen.
Er war zu dieser Zeit bereits Unterführer des Republikanischen Schutzbundes und damit Anführer dieser paramilitärischen Organisation in Hausruck-Kohlerevier. Am 1. Jänner 1934 trat er auch der offiziell verbotenen Kommunistischen Partei bei.

## Der 12. Februar 1934
Am 12. Februar 1934 versuchte die Heimwehr auf Befehl von Bundeskanzler Engelbert Dollfuß den bereits seit dem 31. März 1933 als illegal eingestuften Schutzbund zu entwaffnen, worauf es in Linz bei der Durchsuchung des Hotel Schiffs zum bewaffneten Widerstand kam. Schon am Morgen dieses Tages hatte die Gendarmerie im Hausruck den Schutzbündler Anton Hüttl aus Hausruckedt verhaftet, in der Vermutung, dass es sich dabei um den lokalen Anführer der Organisation handeln würde. So konnte Josef Skrabal nach Bekanntwerden der Ereignisse in Linz dennoch den Schutzbund mobilisieren und die Salzkammergutbahn beim Hausrucktunnel in Thomasroith blockieren. Es hatten sich aber nur Teile des Schutzbundes zum Widerstand bereit erklärt und so sammelten sich die Kräfte in Holzleithen. Am Nachmittag kam es auf der Innviertler Seite zu ersten Gefechten mit dem Bundesheer, wobei dieses zum Rückzug gezwungen wurde. Am Abend stieß eine Heereseinheit von Süden kommend bis in die Nähe von Holzleithen vor. Da das Militär aber heftigen Widerstand erwartete, wurde mit dem Schutzbund im Arbeiterheim von Holzleithen ein Waffenstillstand geschlossen und das Bundesheer zog sich wieder zurück.
Noch am Abend des 12. Februar machte sich Josef Skrabal daraufhin mit mehreren Kameraden, darunter der bereits erwähnten Josef Redlinger sowie der Kunsch Toni, auf den Weg, um durch die Stollen des Braunkohlebergwerkes auf die Innviertler Seite des Hausrucks zu kommen und Kontakt zu den dortigen Schutzbündlern aufzunehmen. Er selbst ging dabei voraus und die beiden anderen sollten ihm Deckung geben. Von Ried war jedoch Militär bis nach Eberschwang vorgerückt und hatte trotz des Waffenstillstandes den Tunnelausgang besetzt. Im Welserstollen, schon auf der Seite von Eberschwang, trafen die Schutzbündler auf eine Patrouille des Bundesheers und es kam zu einer wilden Schießerei, bei der Josef Skrabal tödlich verletzt wurde. Weiters starben Josef Zeilinger und der von der Eberschwanger Seite in die Stollen vorgedrungene Johann Lobmaier.

## Die folgenden Tage
Am nächsten Morgen kam es zu einer Schießerei zwischen Angehörigen des Schutzbundes und der Heimwehr in Thomasroith. Das Bundesheer sowie die Gendarmerie rückte daraufhin von Vöcklabruck kommend Richtung Holzleithen vor. Weitere Einheiten näherten sich auf der nördlichen Seite von Ried kommend. Dadurch wurde der Schutzbund in die Zange genommen.
Aus dem Arbeiterheim in Holzleithen wurden zum Zeichen der Kapitulation weiße Tücher aus den Fenstern gehängt. Als die Soldaten daraufhin ungeschützt auf das Arbeiterheim zugingen, wurde auf sie aus einem Hinterhalt das Feuer eröffnet und es kamen vier Bundesheerangehörige zu Tode. Daraufhin stürmte das Militär das Arbeiterheim, in dem sich allerdings nur noch Frauen und Sanitäter aufhielten. Sechs Männer wurden auf die Saalbühne gestellt und daraufhin eröffneten die Soldaten das Feuer; vier Schutzbündler starben dabei und zwei wurden schwer verletzt. Die Schutzbündler wurden von Ferdinand Fageth befehligt, der aber mit seinen Leuten nach dem Überfall flüchtete. Am nächsten Tag, dem 14. Februar war der bewaffnete Widerstand im Hausruck-Kohlerevier beendet.
Die drei im Welserstollen erschossenen Schutzbündler (Josef Skrabal, Johann Lobmaier und Josef Zeilinger) wurden am 16. Februar 1934 auf der Innviertler Seite in Eberschwang beerdigt. Die Rieder Bezirkshauptmannschaft hatte jedoch angeordnet, dass nur die nächsten Familienmitglieder am Begräbnis teilnehmen dürfen, um eine Ansammlung von Schutzbund-Sympathisanten zu verhindern. Ein eigens abgestellter Zug des Bundesheers überwachte dabei mit zwei MG-Stellungen den Friedhof von Eberschwang.

## Nachwirken
Die bürgerkriegsähnlichen Ereignisse des Februar 1934 rückten durch den späteren Anschluss Österreichs an das Deutsche Reich und den Zweiten Weltkrieg in den Hintergrund und es fand in der Zweiten Republik lange keine öffentliche Diskussion darüber statt. Auch das Schicksal Josef Skrabals geriet in Vergessenheit. Erst der Lokalhistoriker Peter Kammerstätter und der Schriftsteller Franz Kain beschäftigten sich wieder mit den Ereignissen im Hausruck im Februar 1934 und machten das Thema dadurch wieder publik. Beide standen jedoch eher der KPÖ nahe und erreichten meist nur eine eher links stehende regionale Leserschaft.
Erst das 2005 geschriebene Theaterstück „Hunt oder der totale Februar“ vom aus der Region stammenden Schriftsteller Franzobel, das an einem der Bergbau-Originalschauplatze in Kohlgrube inszeniert wurde, brachte die damaligen Ereignisse – ohne aber einen Anspruch auf historische Authentizität erheben zu können – im Hausruck-Kohlerevier wieder ins Bewusstsein einer breiteren Öffentlichkeit. Bis zu diesem Zeitpunkt hatte die wissenschaftliche Geschichtsforschung die Ereignisse vom Februar 1934 im südlichen Oberösterreich, sowohl im Hausruck als auch in Attnang-Puchheim und im Salzkammergut, weniger beachtet. Jedoch liegen in der Zwischenzeit entsprechende wissenschaftliche Dokumentationen vor.